# Something to Tell You
Something to Tell You è il secondo album in studio del gruppo musicale statunitense Haim, pubblicato il 7 luglio 2017 dalla Polydor Records.

## Tracce
Testi e musiche di Alana, Danielle, Este Haim e Ariel Rechtshaid, eccetto dove indicato.
1. Want You Back – 3:52
2. Nothing's Wrong – 3:09
3. Little of Your Love – 3:33
4. Ready for You – 3:45 (Alana Haim, Danielle Haim, Este Haim, Ariel Rechtshaid, George Lewis Jr.)
5. Something to Tell You – 4:13
6. You Never Knew – 4:29 (Alana Haim, Danielle Haim, Este Haim, Rechtshaid, Devonté Hynes)
7. Kept Me Crying – 3:55 (Alana Haim, Danielle Haim, Este Haim, Ariel Rechtshaid, Rostam Batmanglij)
8. Found It in Silence – 4:23
9. Walking Away – 3:56 (Alana Haim, Danielle Haim, Este Haim, Rostam Batmanglij)
10. Right Now – 4:15
11. Night So Long – 3:04